# Ломово (Псковская область)
Ломово — деревня в Гдовском районе Псковской области России. Входит в состав Плесновской волости.

## География
Деревня находится в северной части Псковской области, в зоне хвойно-широколиственных лесов, к югу от ручья Ракин, на расстоянии примерно 28 километров (по прямой) к востоку от города Гдова, административного центра района. Абсолютная высота — 70 метров над уровнем моря.

### Климат
Климат характеризуется как умеренно континентальный, с относительно коротким тёплым летом и продолжительной, как правило, снежной зимой. Средняя многолетняя температура самого холодного месяца (января) составляет −8°С, температура самого тёплого (июля) — +17,4°С. Среднегодовое количество осадков — 684 мм.

### Часовой пояс
Деревня Ломово, как и вся Псковская область, находится в часовой зоне МСК (московское время). Смещение применяемого времени относительно UTC составляет +3:00.

## История

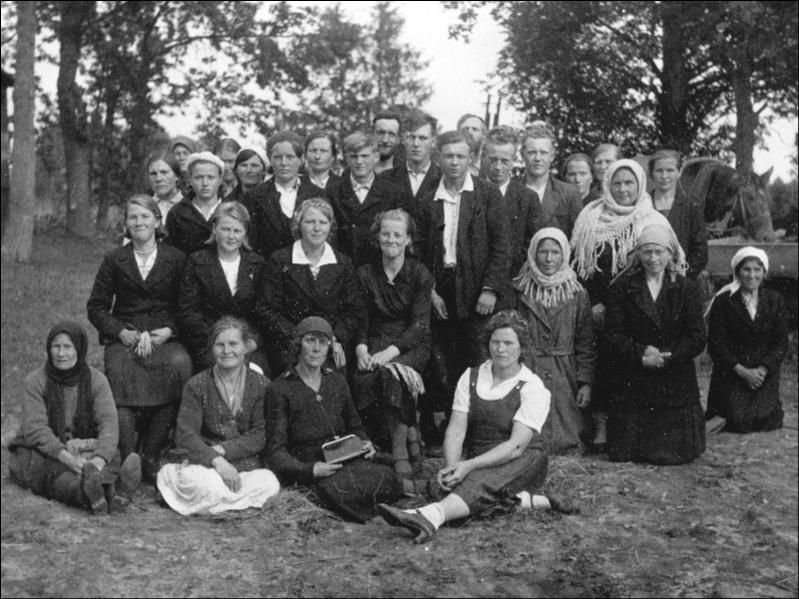
Группа жителей-эстонцев деревни Ломово, 1943 г.

Основана в конце XIX века эстонскими переселенцами, перед началом Великой Отечественной войны здесь было 14 дворов хуторского типа. В 1887 году устроен деревянный эстонский лютеранский молитвенный дом, закрыт в 1920-х.
В настоящее время не сохранилось ни одного дома.

## Население
| 2001 | 2002 | 2010 |
| ---- | ---- | ---- |
| 0    | →0   | →0   |